# Manuel Peñalver
Manuel Peñalver Aniorte (Torrevieja, 10 december 1998) is een Spaans baan- en wegwielrenner die anno 2024 rijdt voor Polti-Kometa.

## Carrière
Als junior won Peñalver tweemaal nationaal kampioen teamsprint, beide keren met Alejandro Martínez en Mikel Montoro.
In augustus 2017 werd Peñalver elfde in de door Casper Pedersen gewonnen wegwedstrijd voor beloften tijdens de Europese kampioenschappen. Later dat jaar werd hij, samen met Óscar Pelegrí, Sebastián Mora en Josue Gómez, tweede in de ploegenachtervolging op het nationale kampioenschap baanwielrennen. In 2018 maakte Peñalver de overstap naar het Bulgaarse Trevigiani Phonix-Hemus 1896. Namens dat team won hij in oktober van dat jaar de laatste etappe in de Ronde van China I.
Zijn profdebuut maakte Peñalver in 2019 bij Burgos-BH. Zijn beste resultaat dat seizoen was een vierde plek in de door Marco Benfatto gewonnen eerste rit in lijn in de Ronde van China II. In 2022 was Peñalver opgenomen in de selectie van Burgos-BH voor de Ronde van Spanje. Door een besmetting met COVID-19 moest de Spanjaard zich echter kort voor de eerste etappe terugtrekken.

## Baanwielrennen

### Palmares
| Jaar     | SK                   | EK       | WK       | Overig   |
| Junioren | Junioren             | Junioren | Junioren | Junioren |
| -------- | -------------------- | -------- | -------- | -------- |
| 2015     | Teamsprint           |          |          |          |
| 2016     | Teamsprint           |          |          |          |
| Elite    |                      |          |          |          |
| 2017     | Ploegenachtervolging |          |          |          |

## Wegwielrennen

### Overwinningen
2018
7e etappe Ronde van China I
2025
1e etappe Ronde van Qinghai

### Resultaten in voornaamste wedstrijden
|      | \| Jaar \| Parijs-Tours \| \| ---- \| ------------ \| \| 2020 \| 64e \| |
| Jaar | Parijs-Tours                                                            |
| 2020 | 64e                                                                     |

## Ploegen
- 2018 –  Trevigiani Phonix-Hemus 1896
- 2019 –  Burgos-BH
- 2020 –  Burgos-BH
- 2021 –  Burgos-BH
- 2022 –  Burgos-BH
- 2023 –  Burgos-BH
- 2024 –  Polti-Kometa
- 2025 –  Team Polti VisitMalta

Arnoult · Betsjkov · Fedeli · Jurado · Kolev · Michajlov · Molteni · Montoya · Nikolov · Peñalver · Tivani · Tsjolakov · Vargas · Zahiri · Zana
Bico · Bol · Cabedo · Cubero · Ezquerra · Fernandes · Fuentes · Gibson · Langellotti · López · Madrazo · Mitri · Peñalver · Robredo · Rubio · Sessler · Sureda · Vilela
Aparicio · Bol · Cabedo · Díaz (vanaf 3/6) · Domingues · Ezquerra · Fuentes · Langellotti · López-Cózar · Madrazo · Molenaar · Moreno · Muller · Navarro · Okamika · Orts · Pelegrí · Peñalver · Räim · Rubio · Sánchez · Fernández (stagiair) · Franco (stagiair) · Martin (stagiair)
Alleno · Álvarez · Angulo · Aparicio · Ardila (tot 23/8) · Barthe · Bol · Díaz · Ezquerra · Fagundez · M. Fernández · Franco · Fuentes · Langellotti · Madrazo · Mora (vanaf 9/5) · Navarro · Okamika · Orts · Pelegrí · Peñalver · Sánchez · Delgado (stagiair) · S. Fernandez (stagiair)
D. Bais · M. Bais · De Cassan · Double · Fabbro · Fetter · Garosio · Gómez · Lonardi · Maestri · Á. Martín · D. Martín · Muñoz · Peñalver · Pietrobon · Piganzoli · Restrepo · Serrano · Sevilla · Tercero · Bagnara (stagiair) · Buttigieg (stagiair)  · Raccagni (stagiair)